# Polonez

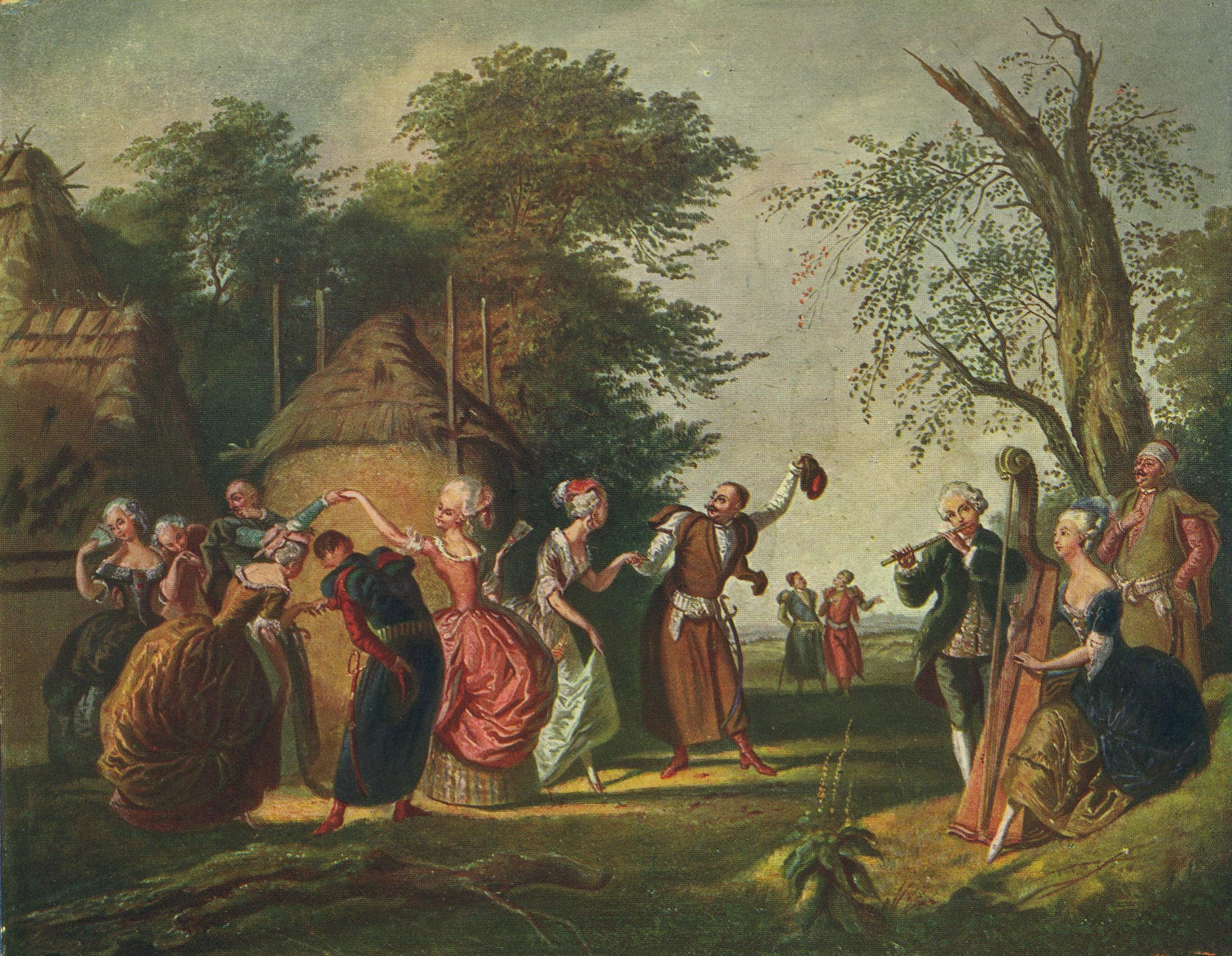
De polonez.

De Polonez of polonaise is een danssoort die gebaseerd is op een traditionele dans uit Polen. De dans is altijd in een 3/4-maatsoort, echter zonder een wals te zijn.
De polonez wordt gedanst met vele paren dansers. Men 'wandelt' als paar, in viertallen, met zijn achten, in rijen of achter elkaar volgens patronen die de dansleider aangeeft.
De polonez is een zogenaamde hofdans. In Polen was hij vooral populair onder de (land)adel, maar ook aan vele Europese adellijke hoven genoot deze statige dans veel populariteit eind 19e en begin 20e eeuw. De dans wordt nog altijd gedanst door studenten en docenten tijdens de studniówka, een schoolbal in Polen, honderd dagen voor het eindexamen.
Diverse componisten als Bach, Beethoven en Schubert en natuurlijk Chopin gebruikten de polonaise als thema voor hun artistieke werk. (Zie ook Poolse muziek)
In de polonaise, zoals bekend van carnaval in de Lage Landen, is de basis van één dansfiguur overgebleven: met de handen op de schouders van de voorganger achter elkaar door de zaal slingeren. Dit heeft weinig meer met de oorspronkelijke polonez te maken.

## Voorbeeld van polonez-ritme
Dikwijls is op de eerste tel een ritmisch motief te vinden met meer tonen dan de tweede en derde tel:

## Trivia
In Polen werd een auto van het merk FSO geproduceerd: FSO Polonez.